# Caleruela
Caleruela ist eine zentralspanische Gemeinde mit 201 Einwohnern (Stand: 2024) in der Provinz Toledo der Region Kastilien-La Mancha.

## Lage und Klima
Caleruela liegt in der Sierra de Gredos im Westen der historischen Landschaft der La Mancha ca. 85 km (Fahrtstrecke) westnordwestlich der Stadt Toledo in einer Höhe von ca. 320 m. 
Das Klima im Winter ist rau, im Sommer dagegen trocken und warm; der Regen (716 mm/Jahr) fällt überwiegend in den Wintermonaten.

## Bevölkerungsentwicklung
| Jahr      | 1900 | 1970 | 1981 | 1991 | 2001 | 2011 | 2021 |
| Einwohner | 491  | 649  | 463  | 363  | 296  | 283  | 214  |

Die seit den 1950er Jahren zunehmende Mechanisierung der Landwirtschaft und die Aufgabe von bäuerlichen Kleinbetrieben führten auch in der Gemeinde zu einem Kaufkraftschwund und zur Abwanderung eines Teils der Bevölkerung.

## Sehenswürdigkeiten
- Johanniskirche (Iglesia de San Juan Evangelista)
- Rathaus

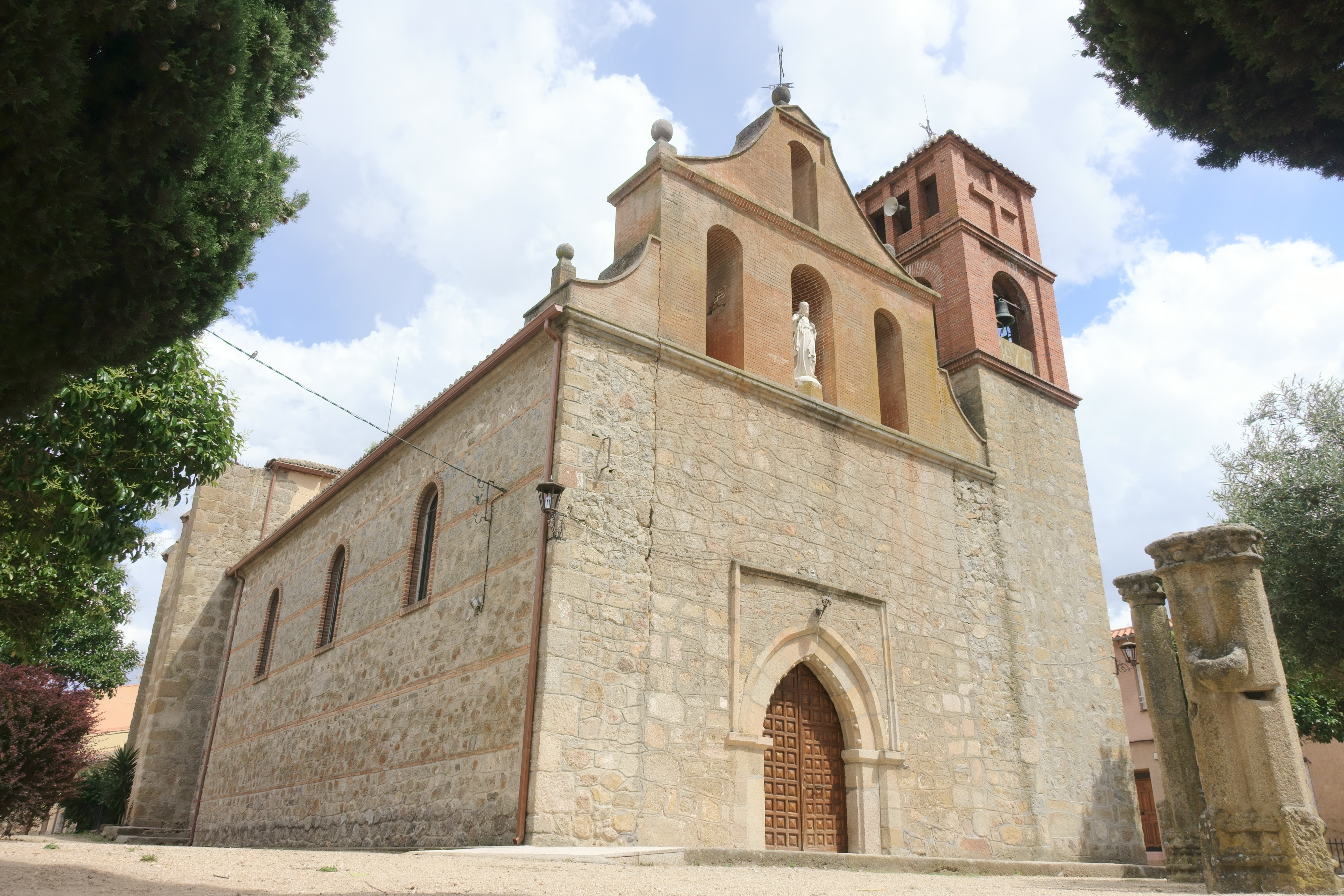
Johanniskirche
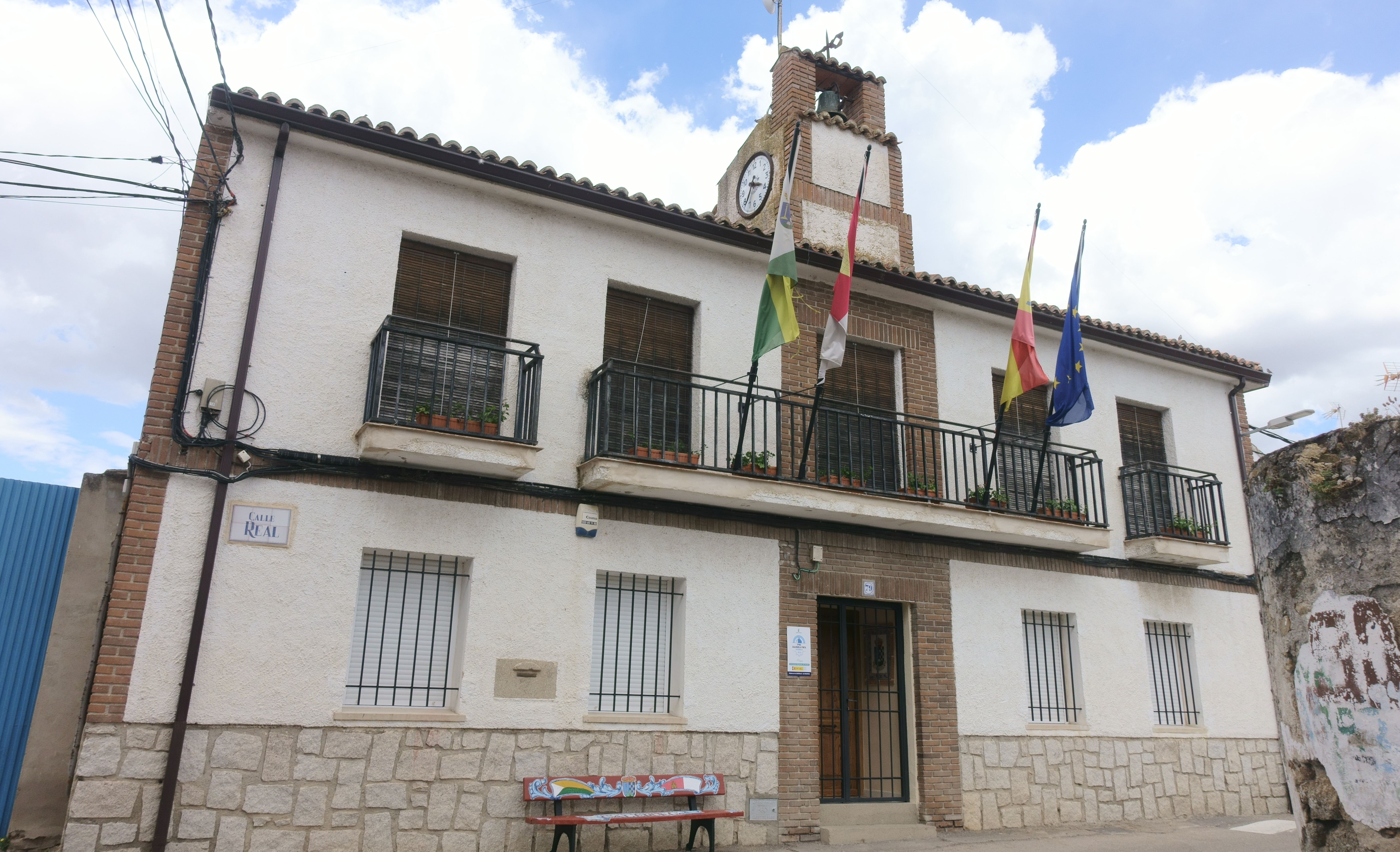
Rathaus